# 強·賈希尼
強·贾希尼（Jon Jashni），美国媒体投资人兼影視製片人，美国电影艺术与科学学院和美国制片人工会成员，美国电影学院信托人。。

## 生活经历及教育
贾希尼出生于美國加利福尼亚州的洛杉矶市。就读于南加州大学且毕业于1984年，获得企业金融学理学学士学位。他还于加州大学洛杉矶分校安德森管理学院进修，并毕业于1987年，获得组织行为学的工商管理硕士学位。

## 职业生涯
1999年贾希尼与凯文·伯恩斯聯手創辦了一間公司「综合娱乐」（Synthesis Entertainment），日後陸續製作了許多改編自厄文·艾倫作品的影視作品。2004年左右，福斯2000電影公司著手製作一部根據艾倫導演的老片《海底探险记》改編的電視劇，贾希尼與伯恩斯是成員之一；不過此一計畫後來並未完成。此外，综合娱乐也陸續出品了1960年代電視劇《时间隧道》之重啟作的試播集（2002年，之後就沒了下文）、電視劇《迷失太空》（WB电视台，2004年）和電影《2006海神號》（2006年），這些也都和艾倫的作品有關。在2018年4月，賈希尼出任Netflix10集電視劇《太空迷航》的執行製作人，該劇也翻拍自艾倫的《时间隧道》。
2006年至2016年間，贾希尼出任传奇影业的总裁兼首席创意官。在此期间，他担任制片人，带领团队製作了包含《金刚：骷髅岛》（2017年）、《长城》（2016年）、《魔獸：崛起》（2016年）、《腥紅山莊》（2015年）、《哥斯拉》（2014年）、《傳奇42號》（2013年）和《环太平洋》（2013年）在內的多部電影。2016年，中国大连万达集团以35亿美元收购传奇影业时，他扮演著重要的角色。
2016年，贾希尼創辦了「Raintree Ventures娛樂公司”。他作为投资制片人在百老汇发起音乐旋转木马节目，并于2018年2月首映。
贾希尼曾工作于哥伦比亚影业和20世纪福克斯，且于2002年加入海德公园娱乐并担任主席。

## 作品列表

### 电影
| 年   | 片名                 | 職責       |
| ---- | -------------------- | ---------- |
| 2020 | 哥斯拉對金剛         | 制片人     |
| 2019 | 哥吉拉II：怪獸之王   | 制片人     |
| 2018 | 环太平洋，起义时刻   | 制片人     |
| 2017 | 金刚：骷髅岛         | 制片人     |
| 2017 | 长城                 | 制片人     |
| 2016 | 魔兽                 | 制片人     |
| 2015 | 坎普斯               | 制片人     |
| 2015 | 腥紅山莊             | 制片人     |
| 2015 | 冲出康普顿           | 执行制片人 |
| 2015 | 第七传人             | 执行制片人 |
| 2015 | 黑帽骇客             | 制片人     |
| 2014 | 坚不可摧             | 执行制片人 |
| 2014 | 德古拉：永咒传奇     | 执行制片人 |
| 2014 | 忐忑                 | 制片人     |
| 2014 | 哥斯拉               | 制片人     |
| 2014 | 300勇士：帝国崛起    | 执行制片人 |
| 2013 | 环太平洋             | 制片人     |
| 2013 | 42号传奇             | 执行制片人 |
| 2013 | 杰克：巨人战纪       | 执行制片人 |
| 2012 | 诸神之怒             | 执行制片人 |
| 2011 | 杀客同萌             | 执行制片人 |
| 2010 | 城中大盗             | 执行制片人 |
| 2010 | 西部英雄约拿·哈克斯  | 执行制片人 |
| 2010 | 超世纪封神榜         | 执行制片人 |
| 2009 | 忍者刺客             | 执行制片人 |
| 2009 | 不给糖就捣乱         | 执行制片人 |
| 2009 | 野兽冒险乐园         | 执行制片人 |
| 2009 | 醉后大丈夫           | 执行制片人 |
| 2009 | 我要做警察           | 执行制片人 |
| 2007 | 预言                 | 副制片人   |
| 2006 | 海神号               | 执行制片人 |
| 2005 | 爱你不爱             | 副制片人   |
| 2005 | 梦想奔驰             | 执行制片人 |
| 2004 | 威震八方             | 执行制片人 |
| 2002 | 美丽俏佳人           | 执行制片人 |
| 1999 | 飓风                 | 联合制片人 |
| 1999 | 安娜与国王           | 联合制片人 |
| 1998 | 灰姑娘：很久很久以前 | 执行制片人 |
| 1994 | 墨水瓶               | 执行制片人 |
| 1990 | 飞离航道             | 副制片人   |
| 1990 | 浩气盖山河           | 副制片人   |
| 1987 | 罗克珊               | 副制片人   |

### 电视
| 年     | 标题               | 作用       |
| ------ | ------------------ | ---------- |
| 2018年 | 迷失空间 (Netflix) | 执行制片人 |
| 2004年 | 罗宾逊：迷失空间   | 执行制片人 |
| 2002年 | 时间隧道           | 执行制片人 |
| 1989年 | 再聪明点！         | 副制片人   |